# Pastorius hadművelet
A Pastorius hadművelet egyesült államokbeli stratégiai gazdasági célpontok ellen tervezett német szabotázsakció elnevezése volt a második világháború során. A 1942 június 13-án kezdődött hadművelet vezetője pár nappal később feladta magát, segítségével az amerikai hatóságok rövid idő alatt mind a hét társát elfogták, így a csoportnak a tervezett merényletek egyikét sem sikerült végrehajtani.

## Előkészületek
Miután 1941. december 11-én Németország és Olaszország hadat üzent az Egyesült Államoknak, Hitler minél előbb meg akarta ingatni az amerikaiak földrajzilag elszigetelt országuk sebezhetetlenségébe vetett hitét, amelyet a Pearl Harbor elleni támadás már kikezdett. A keleti part gyárai és infrastruktúrája elleni szabotázsakció megtervezésének és kivitelezésének feladatát az Abwehr II, a német katonai hírszerzés (Amt Ausland/Abwehr im Oberkommando der Wehrmacht – Fegyveres Erők Főparancsnokságának Külügyi/Védelmi Irodája) szabotázzsal foglalkozó osztálya kapta, amely az európai ellenfelek ellen már több sikeres akciót végrehajtott.
A hadművelet szervezésével a 37 éves Walter Kappe hadnagyot bízták meg, aki 12 évig élt az Egyesült Államokban. Kappe kódnévként az Újvilág első állandó német települését, a ma Philadelphia részét képező Germantownt alapító Francis Daniel Pastorius nevét választotta.
Az Abwehr tervei szerint a hadművelet sikere esetén másfél havonta egy vagy két hasonló partraszállásra került volna sor, Kappe idővel maga is az USA-ba utazott volna, hogy a több tucat merénylőből álló hálózatot irányítsa.

### Az ügynökök kiválasztása és kiképzése
Kappe, aki a külföldön élő németeknek az NSDAP-ba való beszervezésével, illetve a hazatérni kívánó németek támogatásával foglalkozó Deutsches Ausland-Institut-nak (Német Külhoni Intézet) is tisztviselője volt, az intézet által gondozott listáról választott ki tizenkét főt. A jelöltek – két kivétellel – jó ideje a náci párt tagjai voltak, mind évekig dolgoztak az Egyesült Államokban, és a háború kitörése után visszatértek szülőföldjükre.
A tizenkét kiválasztottból négyet – ismeretlen okból – azonnal el is bocsátottak. A maradék nyolc személyt két négyes csoportba osztották.
Az első csoport és az akció vezetője a 39 évével legidősebb George John Dasch lett. Dasch harcolt az első világháborúban, majd az USA-ba emigrált, ahol pincérként dolgozott. A háború kitörése után, 1939 szeptemberében azonnal hazatért.
A 36 éves Ernest Peter Burger részt vett az 1923-as sörpuccsban. 1927-ben verekedésbe keveredett, és a hatóságok elől az USA-ba szökött, ahol Detroitban és Milwaukee-ban dolgozott gépészként. Felvette az amerikai állampolgárságot, és belépett a Nemzeti Gárdába. Hitler hatalomra kerülésekor hazatért, és Ernst Röhm, a Sturmabteilung vezetőjének szárnysegédje lett. A hosszú kések éjszakáján kezdődő tisztogatásokat átvészelte, beiratkozott egy főiskolára, de egy Gestapót kritizáló dolgozata miatt végül letartóztatták. Tizenhét hónapot ült börtönben, majd azzal a feltétellel engedték szabadon, hogy a gyalogság kötelékébe lép.
Az első négyes csoport másik két tagja, Heinrich Heinck és Richard Quirin szintén 1927-ben mentek ki Amerikába, és szintén gépészek voltak. 1939-ben tértek vissza Németországba, és egy Volkswagen gyárban dolgoztak egymás mellett.
A másik csoport vezetője a 32 éves Edward Kerling volt, aki 1929-ben érkezett az USA-ba. Itt német származású, szakácsként dolgozó felesége mellett pincérkedett, akit később elhagyott egy amerikai nő miatt. A háború kitörésekor Kerling és Neubauer egy kétevezős csónakkal próbálta átszelni az Atlanti-óceánt, de a Parti Őrség megállította őket. Kerling végül 1940 júniusában tért haza, és a propagandaminisztériumban helyezkedett el.
Hermann Neubauer (32 éves) 1931-ben emigrált, több amerikai városban dolgozott szakácsként, az amerikai náci szervezet, az Amerikadeutscher Volksbund és a náci párt tagja lett. 1939-ben Kerlinggel együtt csónakon próbált Németországba jutni. A sikertelen vízi kaland után egy évvel tért haza, ahol besorozták. A Szovjetunió elleni támadás során könnyebb sérüléseket szenvedett, és éppen kórházban feküdt, amikor Kappe - Kerling javaslatára - megkereste.
Herbert Haupt (22 éves) ötéves korában szüleivel került az USA-ba, ahol felnőve egy chicagói látszerész segédjeként helyezkedett el. A háború kitörése előtt Mexikóba utazott, ahonnan egyenesen Németországba ment.
Werner Thiel 1927-ben érkezett az USA-ba, Detroitban, Indiana, Kalifornia és Florida államokban vállalt szegényes munkákat. A háború kitörése után ment haza, egy hadiüzemben dolgozott.
A merénylők kiképzése az Abwehr ilyen célokra létesített iskolájában kezdődött Gut Quenzsee-ben (Berlintől 75 kilométerre nyugatra, Brandenburg an der Havel városa mellett) 1942 április elején, és 18 napot vett igénybe.
A szabotőrök összesen 175600 dollárt kaptak költségeik fedezésére. A csoportok közös kasszáiban 50 ezer dollár volt, ezen felül mindegyikük 9000 dollár felett rendelkezhetett, amelyből 4000-et tartottak maguknál az övükbe rejtve, a maradék 5000-et pedig a csoportok vezetői őrizték. E tartalékok mellett mindenki kapott még 450 dollárnyi költőpénzt is. A bankjegyek valódiak voltak, a legmagasabb címlet az ötvenes volt.
Amerikai kapcsolataik nevei és címei Dasch-nál és Kerlingnél voltak láthatatlan tintával teleírt zsebkendőkön.
Utasításaikat május 23-án kapták meg.

### A célpontok
Dasch csoportjának fő célpontjai ipari létesítmények voltak: az Aluminum Company of America (Alcoa) Illinois, Tennessee és New York államokban lévő alumíniumgyártó üzemei, a Philadelphia Salt Company gyára, ahol az alumínium előállításához használt ásvány, a kriolit előkészítését végezték, meg kellett rongálniuk továbbá a Niagara-vízesésnél lévő vízerőműveket és az Ohio folyón Louisville és Pittsburgh között lévő hajózsilipeket.
Kerling csapatának főként vasúti célpontok elleni támadásokat kellett véghezvinnie: meg kellett rongálniuk a Pennsylvania Railroad altoonai javítóüzemét, a város mellett lévő vasútvonal Horseshoe Curve nevű szakaszát, az Allegheny-hegységen átvezető Gallitzin-alagutat, a Chesapeake és Ohio Railroad egyes szakaszait, a newarki Pennsylvania vasútállomást, a Hell Gate hidat (amelyen a New York Central Railroad szerelvényei közlekedtek), valamint károkat kellett okozniuk St. Louis és Cincinnati városok hajózsilip- és csatornarendszerében és a New York-i vízellátó rendszerben.
A lakosság megfélemlítése végett mindkét csapatnak zsidó származású amerikaiak tulajdonában lévő áruházakban és nagyobb vasútállomások várótermeiben is pokolgépeket kellett elhelyeznie.

## A hadművelet
A Franciaországba érkezett szabotőrök közül ketten is veszélybe sodorták az akció titkosságát: George Dasch fontos iratokat hagyott ott egy vonaton, egy másikuk pedig lerészegedve azzal hencegett egy párizsi bárban, hogy ő titkosügynök.
A Kerling vezette csoport május 26-án este hagyta el Lorient kikötőjét az U-584 tengeralattjárón, a Dasch vezette csoport pedig május 28-án indult útnak ugyaninnen az U-202 ("Innsbruck") tengeralattjárón. (Más források szerint a szabotőrök a szintén bretagne-i Brest kikötőjéből indultak el. Lehetséges, hogy ez az információ a két U-Bootra értendő, vagyis azok Brestből indultak, de Lorient-ban vették fel utasaikat.)

### A partraszállások
Az U-202 tizenöt nap alatt szelte át az Atlanti-óceánt, éjszaka a felszínen, nappal a mélyben haladva. Személyzete június 12-én este 8 órakor pillantotta meg a ködben az amerikai partot a Long Island-i Amagansettnél, New Yorktól 185 kilométerre keletre. A tengeralattjáró éjszaka 11 órakor a parttól kevesebb mint 50 méterre állt meg. Innen egy gumicsónakban két tengerész evezett partra a szabotőrökkel, akik szintén a német tengerészet egyenruháját viselték, hogy ha azonnal elfognák őket ne kémeknek, hanem hadifoglyoknak minősüljenek.
A partraszállás során mindkét csoportnak négy vízálló ládát kellett a partra vinnie és eltemetnie. Háromban dinamit volt – köztük több széndarabnak álcázva –, a negyedikben kénsav, gyújtózsinórok, időzítők, vezetékek, a bombák elkészítéséhez szükséges eszközök. Amíg társai ezzel foglalkoztak, Dasch felmászott egy dűnére, hogy körülnézzen.

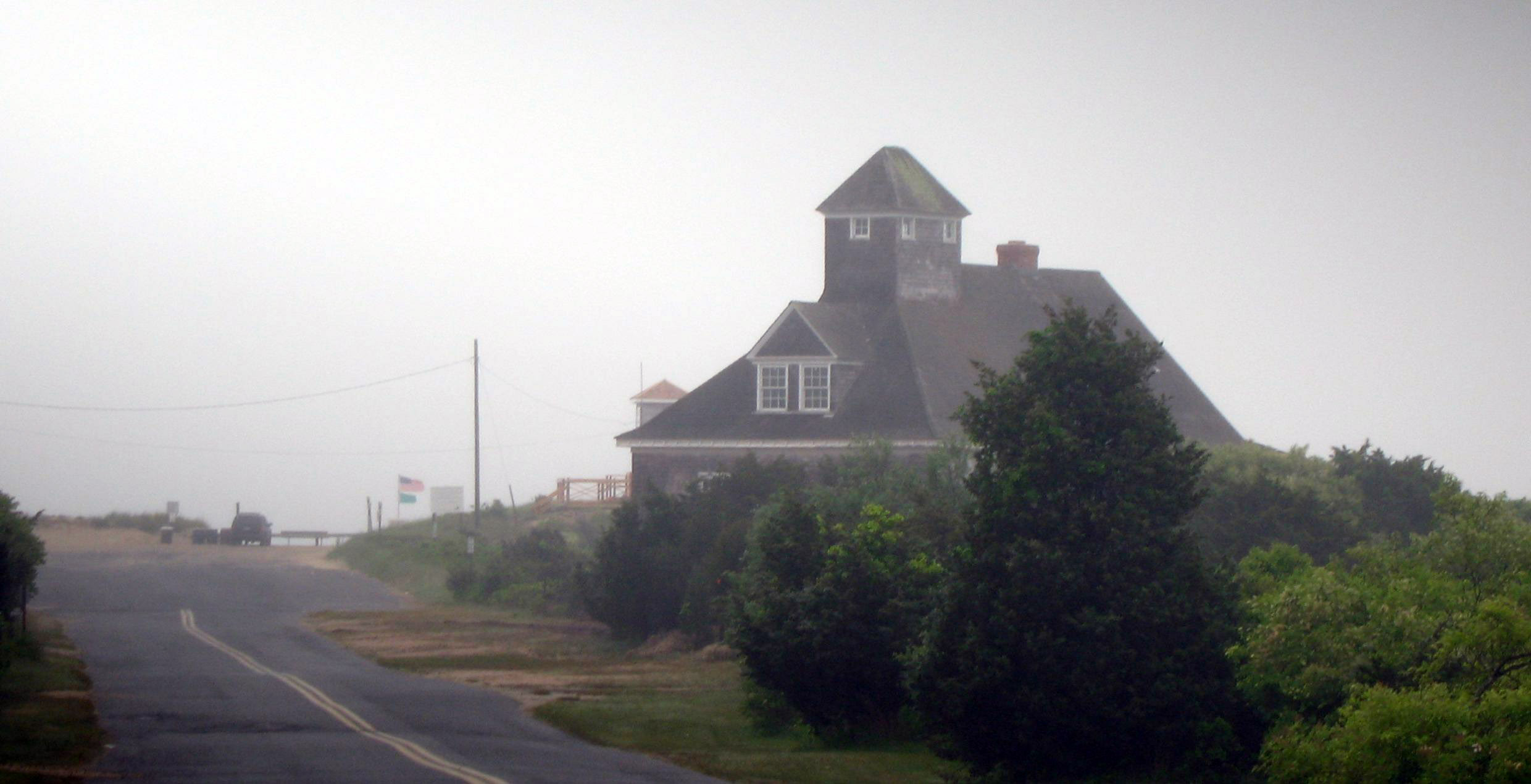
Az amagansetti parti őrség épülete, Atlantic Avenue Beach. 1966-ban magánterületre szállították át, hogy megmentsék a lerombolástól. 2007 májusában annak a helynek a közelébe vitték vissza, ahol 1942-ben is állt.

A Parti Őrség egy fegyvertelen tagja, a 21 éves John C. Cullen észrevette a németet és elindult felé. Dasch is Cullen felé indult, hogy az ne láthassa meg a többieket. Dasch azt mondta a parti őrnek, hogy ő és társai hajótörést szenvedett halászok, mire Cullen azt javasolta, menjenek az onnan alig 800 méterre lévő őrállomásra. Dasch ezt visszautasította, mondván nincsen halászati engedélyük, és személyazonosító irataik sincsenek.
Ekkor megjelent Burger, és azt gondolva, hogy Dasch az akkor valójában már visszafelé evező tengerészekkel beszélget, németül kérdezett valamit. Dasch ráparancsolt, hogy fogja be a száját, és visszaküldte a többiekhez.
Dasch úgy gondolta, Cullen már megértette, hogy egy gyanús társaságba botlott bele, de azt még nem tudta, hogy egy idegen nemzet ügynökeiről van szó. Dasch azt mondta Cullennek, hogy George John Davisnek hívják, East Hamptonban – a szomszédos településen – lakik, és hogy meg fogja ölni, ha bárkinek is megemlíti a találkozásukat. A fenyegetést nyomatékosítandó Dasch galléron ragadta a parti őrt. Hallgatásáért cserébe Dasch 100 dollárt ajánlott Cullennek, amit az nem vett el tőle, Dasch végül 260 dollárt nyomott a markába, és elengedte.
Visszatérve állomáshelyére Cullen jelentette az esetet feljebbvalóinak. A fegyveresen kivonuló parti őrök a németeket már nem találták ott, de a ködben még ki tudták venni a távolodó tengeralattjárót, és a partot átkutatva felfedezték a sietve eltemetett ládákat a robbanószerekkel és a zsákot a német tengerészeti egyenruhákkal.
Dasch és társai az amagansetti vasútállomáson 6:57-kor New Yorkba induló szerelvényre szálltak fel.
Kerling csoportja a floridai Jacksonville-től 30 kilométerre keletre fekvő Ponte Vedra Beachen szállt partra a június 17-ről 18-ára virradó éjszakán, mindenféle incidens nélkül. Busszal utaztak Jacksonville-be, majd itt Chicagóba (Haupt, Neubauer) és Cincinnatiba (Kerling, Thiel) tartó vonatokra ültek fel.

### A nyomozás
10:23-ra a dobozokat eljuttatták New Yorkba, az állam parti őrségének vezetőjéhez, John Baylis kapitányhoz, aki értesítette a Szövetségi Nyomozóirodát (FBI). Délben már szövetségi ügynökök vizsgálták a ládák tartalmát, az FBI igazgatója, J. Edgar Hoover pedig hírzárlatot rendelt el, és parancsba adta a németek elfogását. A nyomozóknak azonban semmilyen használható információjuk nem volt a kémek kilétéről.
Dasch és társai közben Manhattanbe értek, új ruhákat és szállást szereztek maguknak. Quirin és Heinck a Hotel Martinique-ben, Dasch és Burger a Governor Clinton szállodában töltötte az éjszakát. Dasch és Burger vacsora közben beszélgetve felfedezte, hogy mindkettejüknek kétségeik vannak az akcióval kapcsolatban, és hogy fel szeretnék adni magukat. Nem tudni, pontosan mi állhatott döntésük hátterében: a per során mindketten náciellenesnek állították be magukat, és azt mondták, kezdettől szabotálni akarták a hadműveletet (az, hogy Dasch nem ölte meg Cullent, erre vallhat), de az is lehetséges, hogy a partraszálláskor történt incidens miatt – helyesen – attól féltek, hogy a hatóságok már keresik őket.
Június 15-én a két férfi megegyezett, hogy Dasch Washingtonba megy az FBI-hoz, Burger pedig New Yorkban marad, hogy ha a többiek gyanakodnának, megnyugtathassa őket.
Kiképzésük során Kappe azt mondta nekik, hogy az FBI-on belül Gestapo ügynökök dolgoznak. Dasch aggódott, hogy összefut egyikükkel, amikor megpróbálja feladni magát, ezért úgy döntött, előre bejelenti a szándékát. 17-én felhívta az FBI New York-i irodáját, és elmondta Dean McWhorter ügynöknek, hogy Németországból érkezett, néhány nap múlva információkat szeretne átadni J. Edgar Hoovernek, és szeretné, ha az igazgatót értesítenék erről. McWorther arra kérte Dascht, hogy jöjjön be az irodájába, amire az azt válaszolta, hogy kizárólag Hooverrel hajlandó beszélni. McWorther úgy vélte, az ügynökség által kapott számos komolytalan vagy viccnek szánt hívás egyikével van dolga.
18-án Dasch vonattal Washingtonba utazott, a Mayflower Hotelben vett ki szobát, és ismét felhívta az FBI-t. Duane Traynor ügynök szintén komolytalannak gondolta a hívást, de New York-i kollégájával ellentétben nem zárta ki, hogy köze lehet az amagansetti nyomozáshoz, és egy ügynökkel az Igazságügyi Minisztérium épületébe (az FBI akkori központjába) hozatta Dascht.
Későbbi pere során Dasch azt mondta, a minisztériumban az FBI több munkatársa sem volt hajlandó foglalkozni vele. Végül sikerült elérnie, hogy beszéljen az amagansetti kémek utáni nyomozást vezető D. Milton Ladd-del, az FBI belföldi hírszerző osztályának (Domestic Intelligence Division) frissen kinevezett igazgatóhelyettesével, aki először azt gondolta, Dasch a hírzárlat ellenére valahogy tudomást szerzett a németek partraszállásáról, és feltűnésre vágyik vagy pénzhez szeretne jutni.
Az egyre tanácstalanabb Dasch az igazgatóhelyettes asztalára borította a nála lévő összes pénzt, 84 ezer dollárt. Ez végre meggyőzte Laddet. Dasch ismét kijelentette, hogy Hoovernek akarja elmondani a vallomását, de az igazgatót csak egy rövid ideig láthatta, a 13 óra hosszat tartó kihallgatását Ladd és Traynor vezette.
A Daschtól kapott információk alapján a New York-i hotelben az FBI elfogta Burgert, aki elmondta nekik, hogy támogatta társa tervét, és ő is együttműködik a hatóságokkal. Burger egy ruhaüzletben találkozót beszélt meg Quirinnel és Heinckkel, ahol az FBI őket is letartóztatta.
Dasch a Kerling vezette csoport tevékenységéről csak annyit tudott, hogy július 4-ére Cincinnatiban beszéltek meg találkozót egymással. Az Abwehr által adott listával kapcsolatban sem tudott segíteni, mert nem emlékezett, hogyan lehet a láthatatlan tintával írt információkat előhívni a zsebkendőjéről. Az FBI laboratóriuma végül rövid idő alatt megoldotta a problémát, így a zsebkendőn felsorolt címeket és embereket megfigyelés alá helyezhették.
Edward Kerling Cincinnatiból New Yorkba ment, ahol kapcsolatba lépett barátjával, Helmut Leinerrel, és arra kérte, szervezzen meg egy találkozót a barátnőjével (aki miatt feleségét korábban elhagyta). Kerling a barátnőjének elmondott néhány részletet az akcióról, aki beleegyezett, hogy vele tart, a várost azonban már nem sikerült elhagyniuk, az Abwehr listáján rajta lévő Leinert már megfigyelés alatt tartó FBI egy New York-i bárban Kerlinget és Thielt is letartóztatta.
Kerling másik két társa saját gondatlanságának köszönhette elfogását. Herbert Haupt Chicagóban felkereste családját, és mindent elmondott nekik, a pénzből új autót vásárolt, és megkérte a barátnője kezét. Haupt a helyi FBI irodába is bement, hogy a behívóparancsa körül felmerült problémákat tisztázza (nem tartózkodott az országban, amikor jelentkeznie kellett volna). Az FBI követni kezdte Hauptot, remélve, hogy az elvezeti őket Neubauerhez, de három nap után világossá vált, hogy nincsenek állandó kapcsolatban. Letartóztatásakor Haupt elmondta az ügynököknek, hol találhatják a társát.
Hermann Neubauer a Sheridan Plaza szállodában lakott, és moziba járással töltötte ideje nagy részét. A többiekhez hasonlóan ő sem tudta titokban tartani az akciót: felkeresett egy házaspárt, akik a felesége barátai voltak, de ő maga alig ismerte őket. Elmondta nekik, hogy egy tengeralattjárón érkezett Amerikába a német kormány megbízásából, és azt kérte, őrizzék meg a pénzét. Az FBI Neubauert június 27-én a hotelben vette őrizetbe.
Társai elfogása után Dascht is letartóztatták (addig ez hivatalosan nem történt meg), és a többiekkel együtt szállították a börtönbe.
Hoover nem akarta sem a német kormány, sem az amerikai elnök tudomására hozni, hogy az FBI-nak csak egy áruló segítségével sikerült felszámolnia a hadműveletet. Június 27-én Roosevelt elnöknek írt levelében meghamisította Dasch elfogásának körülményeit: "1942. június 20-án Robert Quirint, Heinrich Heincket és Ernest Peter Burgert a Szövetségi Nyomozóiroda különleges ügynökei New Yorkban letartóztatták. A csoport vezetőjét, George John Dascht 1942. június 22-én fogták el az FBI különleges ügynökei New Yorkban." (Dasch valójában négy nappal korábban adta fel magát Washingtonban.)

## A per
Roosevelt elnök hét tábornokból álló katonai törvényszék felállítását rendelte el, mivel polgári bíróságon sem a titoktartás nem tűnt megoldhatónak, sem a halálbüntetés elkerülhetetlennek. (Az Egyesült Államokban az utolsó hasonló bíróságot az Abraham Lincoln elleni merénylet után állították fel.) A törvényszéket maga az elnök látta el utasításokkal.
A vádat Francis Biddle államügyész képviselte (aki a háború után a nürnbergi perben kapott fontos szerepet), a védelem vezetője pedig Kenneth Claiborne Royall volt, június eleje óta a US Army Services of Supply jogi osztályának vezetője ezredesi rangban (ő később, Harry S. Truman elnöksége idején hadügyminiszter lett).
A tárgyalásra az Igazságügyi Minisztérium épületében került sor július utolsó napjaiban. Az ügyész a szabotőröket saját vallomásaikra alapozva vádolta meg a merényletek elkövetésére való összeesküvéssel, és a háború idején tevékenykedő kémekre kiszabandó halálbüntetést kérte rájuk.
A vádlottak elítélték Hitlert, és azzal védekeztek, hogy sosem állt szándékukban végrehajtani a merényleteket. A védelem már a tárgyalás első napján, július 27-én befejezte munkáját. Royall és ügyvédtársai megpróbálták az ügyet polgári bíróság elé vinni, de kérelmüket a Legfelsőbb Bíróság július 31-én elutasította. Az ítélet, Ex parte Quirin, a napjainkban zajló terror elleni háborúban őrizetbe vett, jogtalan hadviselő feleknek minősített személyek pereinek katonai bíróság által való tárgyalásához szolgál precedensként.
A Legfelsőbb Bíróság ítélete után a tábornokok jelentését és a per 3000 oldalas jegyzőkönyvét megküldték Roosevelt elnöknek, akinek a kivégzés idejét és helyét kellett meghatároznia. Roosevelt most tudta meg, hogy Hoover félretájékoztatta Dasch (és következésképp a többiek) elfogásával kapcsolatban, de az esetről nyilvános megjegyzést soha nem tett.
Az elnök Burger és Dasch halálos ítéletét életfogytiglani és 30 éves börtönbüntetésre változtatta; a többieket 1942. augusztus 8-án a Columbia kerület börtönének harmadik emeletén található villamosszékkel végezték ki, és az anacostiai Blue Plains nevű temetőben földelték el.

## A háború után
Dasch és Burger öt évet és nyolc hónapot töltöttek le büntetésükből. 1948-ban Harry S. Truman elnök kegyelemben részesítette őket, azzal a feltétellel, hogy kitoloncolják őket Németország amerikaiak megszállta területére.
1953-ban a Stern magazin Burger beszámolóján alapuló cikkeket jelentetett meg, amelyek Dascht hibáztatták a többiek haláláért.
Dasch megpróbált visszatérni az Egyesült Államokba, de kérelmét elutasították. 1959-ben könyvben válaszolt a magazin vádjaira.